# The Aryan
The Aryan és una pel·lícula muda protagonitzada per William S. Hart i dirigida per ell mateix amb la col·laboració de Reginald Barker. La pel·lícula, que tenia un missatge clarament racista, costà 13.531,67 dòlars i no tingué massa èxit. es va estrenar el 9 d’abril de 1916.

## Argument

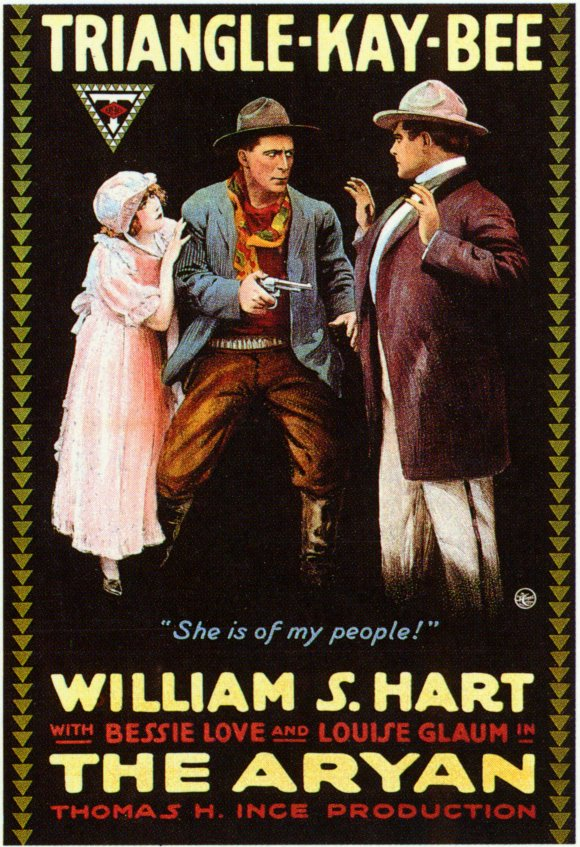
Cartell de la pel·lícula

Després d'anys de treballar a la mina, Steve Denton agafa els seus estalvis i marxa a visitar la seva mare malalta. S’atura a la ciutat de Yellow Ridge on una noia la sala de ball anomenada Trixie li pren l’or i li amaga un missatge de la seva mare moribunda. L'endemà, en assabentar-se que la seva mare ha mort, Steve mata a l'amant de Trixie i després s’endú Trixie al desert. A partir d’aquell moment odia els blancs i esdevé el líder d'una banda de bandits indis i mexicans. Dos anys més tard, un vagó de tren descarrila i queda perdut en el desert. Els viatgers, demanen aigua i ajuda a Steve però ell els la refusa. Aquella nit, una dels colons, la petita Mary Jane, el visita secretament per defensar la seva causa i expressar la seva creença que cap home blanc es negaria a protegir una dona en dificultats. Profundament commogut, Steve evita que els seus homes molestin els colons i guia la caravana fora del desert. Després torna a errar solitari pel desert.

## Repartiment
- William S. Hart (Steve Denton)
- Gertrude Claire (Mrs. Denton)
- Charles K. French ("Ivory" Wells)
- Bessie Love (Mary Jane Garth)
- Louise Glaum (Trixie)
- Herschel Mayall (Chip Emmett)
- Ernest Swallow (Mexican Pete)
- Enid Bennett
- Jean Hersholt
- John Gilbert (extra, no surt als crèdits)
- J. Barney Sherry